# الأردن في الألعاب البارالمبية الصيفية 2016
شارك الأردن في الألعاب البارالمبية الصيفية 2016 والتي أقيمت في ريو دي جانيرو في الفترة 7-18 أيلول (سبتمبر) 2016، بفريق مكون من 10 لاعبين ينافسون في تنس الطاولة، وألعاب القوى، ورفع الأثقال.

## اللاعبون المشاركون
- تنس الطاولة: مها البرغوثي، ختام أبو عوض، أسامة أبو جامع.
- ألعاب القوى: بلال يوسف
- رفع الأثقال: عبد الكريم خطاب، حيدرة الكواملة، معتز الجنيدي، جميل الشبلي، ثروت الحجاج، عمر قرادة.

ضم الفريق 3 مدربين: هارون الشلتوني مدرب تنس الطاولة، أحمد مشهور مدرب ألعاب القوى، عادل وشاح مدرب رفع الأثقال.

## الميداليات
- فاز اللاعب عمر قرادة بفضية رفع الأثقال
- فازت اللاعبة ثروت الحجاج بفضية رفع الأثقال، وزن 77 كغم